# Mattias Kuldkepp
Mattias Peri Kuldkepp, född 3 juni 1976, är en svensk fysiker och författare. 
Han studerade till civilingenjör på Lunds Tekniska högskola och arbetade några år i Stockholm innan han började som doktorand och disputerade i kärnfusion på Kungliga Tekniska högskolan i Stockholm. Vid trettioårsåldern började han skriva böcker och noveller och 2011 gavs boken Efter branden i Sodom ut. Den återutgavs med namnet De sista änglarna 2016. Mattias Kuldkepps författarskap är inspirerat av fantasygenren. I hans första kriminalroman Minnesskymning är en ingenjör huvudperson, vilket inspirerades av ett samtal på hans arbetsplats som gick ut på att få böcker har huvudpersoner med den bakgrunden.
I novellsamlingarna Steampunk-sagor : berättelser från en svunnen framtid och På denna grund, båda från 2015, finns hans noveller Eftersökt - död eller och levande respektive Estelle representerade. Hösten 2015 vann han en novelltävling som anordnades av Kista galleria där novellerna skulle fånga stämningen i gallerian.
Fantasyserien Sönderfallets symfoni börjar med "Skärvor av en brusten värld" (2018), del 2 är "Skärvor av ett brustet sinne" (2020).